# Udranomia
Udranomia este un gen de fluturi din familia Hesperiidae. 

## Specii
- Udranomia eurus (Mabille & Boullet, 1919) Venezuela
- Udranomia kikkawai (Weeks, 1906) Venezuela, Mexic
- Udranomia orcinus (C. & R. Felder, [1867]) Mexic, Brazilia
- Udranomia spitzi (Hayward, 1942) Brazilia